# Soul Survivor
Soul Survivor ist ein Synthpop-Song von C. C. Catch, der von Dieter Bohlen geschrieben und produziert wurde. Er wurde am 21. September 1987 bei Hansa Records veröffentlicht und wurde vor allem in Südeuropa zu ihrem größten Erfolg.

## Entstehung und Veröffentlichung
Der Song wurde als zweite Single von C. C. Catchs drittem Studio-Album veröffentlicht. Auf der B-Seite befindet sich der Titel Midnight Gambler. Einen Monat vor Veröffentlichung des Albums stieg Soul Survivor in die deutschen Charts. Bereits Anfang 1987 hatte C. C. Catch mit Are you man enough die Top 20 in Deutschland erreicht.

## Rezeption
Soul Survivor wurde europaweit zu einem großen Erfolg für Dieter Bohlen und C. C. Catch. Der Song erreichte Platz eins in Spanien und Platz drei in den jugoslawischen Charts. In Griechenland platzierte sich die Single in den Top 20. Zudem war Soul Survivor eine der wenigen Produktionen von Dieter Bohlen, die es in die britischen Charts schaffte (Platz 96). In Deutschland verfehlte der Song die Top Ten und schaffte es auf Platz 17, konnte sich aber insgesamt 14 Wochen in den Charts halten. In der ZDF-Hitparade erreichte Soul Survivor den zweiten Platz.

## Coverversionen
Im Rahmen des Modern-Talking-Comebacks Ende der 1990er-Jahre wurden auch die Bohlen-Songs für C. C. Catch neu aufgelegt. In Spanien erreichte die neue Version von Soul Survivor feat. Krayzee erneut die Top Ten. In Deutschland wurde der Song nur als Teil des Megamix 1998 veröffentlicht.